# Lijst van afleveringen van Wagon Train
Dit is een lijst met afleveringen van de Amerikaanse televisieserie Wagon Train. De serie telt 8 seizoenen. Een overzicht van alle afleveringen is hieronder te vinden.

## Seizoen 1
| Nr. | Titel aflevering                | Uitzenddatum VS   |
| --- | ------------------------------- | ----------------- |
| 1   | The Willy Moran Story           | 18 september 1957 |
| 2   | The Jean LeBec Story            | 25 september 1957 |
| 3   | The John Cameron Story          | 2 oktober 1957    |
| 4   | The Ruth Owens Story            | 9 oktober 1957    |
| 5   | The Les Rand Story              | 16 oktober 1957   |
| 6   | The Nels Stack Story            | 23 oktober 1957   |
| 7   | The Emily Rossiter Story        | 30 oktober 1957   |
| 8   | The John Darro Story            | 6 november 1957   |
| 9   | The Charles Avery Story         | 13 november 1957  |
| 10  | The Mary Halstead Story         | 20 november 1957  |
| 11  | The Zeke Thomas Story           | 27 november 1957  |
| 12  | The Riley Gratton Story         | 4 december 1957   |
| 13  | The Clara Beauchamp Story       | 11 december 1957  |
| 14  | The Julia Gage Story            | 18 december 1957  |
| 15  | The Cliff Grundy Story          | 25 december 1957  |
| 16  | The Luke O'Malley Story         | 1 januari 1958    |
| 17  | The Jesse Cowan Story           | 8 januari 1958    |
| 18  | The Gabe Carswell Story         | 15 januari 1958   |
| 19  | The Honorable Don Charlie Story | 22 januari 1958   |
| 20  | The Dora Gray Story             | 29 januari 1958   |
| 21  | The Annie MacGregor Story       | 5 februari 1958   |
| 22  | The Bill Tawnee Story           | 12 februari 1958  |
| 23  | The Mark Hanford Story          | 26 februari 1958  |
| 24  | The Bernal Sierra Story         | 12 maart 1958     |
| 25  | The Marie Dupree Story          | 19 maart 1958     |
| 26  | A Man Called Horse              | 26 maart 1958     |
| 27  | The Sarah Drummond Story        | 2 april 1958      |
| 28  | The Sally Potter Story          | 9 april 1958      |
| 29  | The Daniel Barrister Story      | 16 april 1958     |
| 30  | The Major Adams Story: Part 1   | 23 april 1958     |
| 31  | The Major Adams Story: Part 2   | 30 april 1958     |
| 32  | The Charles Maury Story         | 7 mei 1958        |
| 33  | The Dan Hogan Story             | 14 mei 1958       |
| 34  | The Ruttledge Munroe Story      | 21 mei 1958       |
| 35  | The Rex Montana Story           | 28 mei 1958       |
| 36  | The Cassie Tanner Story         | 4 juni 1958       |
| 37  | The John Wilbot Story           | 11 juni 1958      |
| 38  | The Monte Britton Story         | 18 juni 1958      |
| 39  | The Sacramento Story            | 25 juni 1958      |

## Seizoen 2
| Nr. | Titel aflevering              | Uitzenddatum VS  |
| --- | ----------------------------- | ---------------- |
| 1   | Around the Horn               | 1 oktober 1958   |
| 2   | The Juan Ortega Story         | 8 oktober 1958   |
| 3   | The Jennifer Churchill Story  | 15 oktober 1958  |
| 4   | The Tobias Jones Story        | 22 oktober 1958  |
| 5   | The Liam Fitzmorgan Story     | 28 oktober 1958  |
| 6   | The Doctor Willoughby Story   | 5 november 1958  |
| 7   | The Bije Wilcox Story         | 19 november 1958 |
| 8   | The Millie Davis Story        | 26 november 1958 |
| 9   | The Sakae Ito Story           | 3 december 1958  |
| 10  | The Tent City Story           | 10 december 1958 |
| 11  | The Beauty Jamison Story      | 17 december 1958 |
| 12  | The Mary Ellen Thomas Story   | 24 december 1958 |
| 13  | The Dick Richardson Story     | 31 december 1958 |
| 14  | The Kitty Angel Story         | 7 januari 1959   |
| 15  | The Flint McCullough Story    | 14 januari 1959  |
| 16  | The Hunter Malloy Story       | 21 januari 1959  |
| 17  | The Ben Courtney Story        | 28 januari 1959  |
| 18  | The Ella Lindstrom Story      | 4 februari 1959  |
| 19  | The Last Man                  | 11 februari 1959 |
| 20  | The Old Man Charvanaugh Story | 18 februari 1959 |
| 21  | The Annie Griffith Story      | 25 februari 1959 |
| 22  | The Jasper Cato Story         | 4 maart 1959     |
| 23  | The Vivian Carter Story       | 11 maart 1959    |
| 24  | The Conchita Vasquez Story    | 18 maart 1959    |
| 25  | The Sister Rita Story         | 25 maart 1959    |
| 26  | The Matthew Lowry Story       | 1 april 1959     |
| 27  | The Swift Cloud Story         | 8 april 1959     |
| 28  | The Vincent Eaglewood Story   | 15 april 1959    |
| 29  | The Clara Duncan Story        | 22 april 1959    |
| 30  | The Duke LeMay Story          | 29 april 1959    |
| 31  | The Kate Parker Story         | 6 mei 1959       |
| 32  | The Steve Campden Story       | 13 mei 1959      |
| 33  | Chuck Wooster, Wagonmaster    | 20 mei 1959      |
| 34  | The Jose Maria Moran Story    | 27 mei 1959      |
| 35  | The Andrew Hale Story         | 3 juni 1959      |
| 36  | The Rodney Lawrence Story     | 10 juni 1959     |
| 37  | The Steele Family             | 17 juni 1959     |
| 38  | The Jenny Tannen Story        | 24 juni 1959     |

## Seizoen 3
| Nr | Titel aflevering               | Uitzenddatum VS   |
| -- | ------------------------------ | ----------------- |
| 1  | The Stagecoach Story           | 30 september 1959 |
| 2  | The Greenhorn Story            | 7 oktober 1959    |
| 3  | The C.L. Harding Story         | 14 oktober 1959   |
| 4  | The Estaban Zamora Story       | 21 oktober 1959   |
| 5  | The Elizabeth McQueeney Story  | 28 oktober 1959   |
| 6  | The Martha Barham Story        | 4 november 1959   |
| 7  | The Cappy Darrin Story         | 11 november 1959  |
| 8  | The Felizia Kingdom Story      | 18 november 1959  |
| 9  | The Jess MacAbbee Story        | 25 november 1959  |
| 10 | The Danny Benedict Story       | 2 december 1959   |
| 11 | The Vittorio Bottecelli Story  | 16 december 1959  |
| 12 | The St. Nicholas Story         | 23 december 1959  |
| 13 | The Ruth Marshall Story        | 30 december 1959  |
| 14 | The Lita Foladaire Story       | 6 januari 1960    |
| 15 | The Colonel Harris Story       | 13 januari 1960   |
| 16 | The Marie Brant Story          | 20 januari 1960   |
| 17 | The Larry Hanify Story         | 27 januari 1960   |
| 18 | The Clayton Tucker Story       | 10 februari 1960  |
| 19 | The Benjamin Burns Story       | 17 februari 1960  |
| 20 | The Ricky and Laura Bell Story | 24 februari 1960  |
| 21 | The Tom Tuckett Story          | 2 maart 1960      |
| 22 | The Tracy Sadler Story         | 9 maart 1960      |
| 23 | The Alexander Portlass Story   | 16 maart 1960     |
| 24 | The Christine Elliot Story     | 23 maart 1960     |
| 25 | The Joshua Gilliam Story       | 30 maart 1960     |
| 26 | The Maggie Hamilton Story      | 6 april 1960      |
| 27 | The Jonas Murdock Story        | 13 april 1960     |
| 28 | The Amos Gibbon Story          | 20 april 1960     |
| 29 | Trial for Murder: Part 1       | 27 april 1960     |
| 30 | Trial for Murder: Part 2       | 4 mei 1960        |
| 31 | The Countess Baranof Story     | 11 mei 1960       |
| 32 | The Dick Jarvis Story          | 18 mei 1960       |
| 33 | The Dr. Swift Cloud Story      | 25 mei 1960       |
| 34 | The Luke Grant Story           | 1 juni 1960       |
| 35 | The Charlene Brenton Story     | 8 juni 1960       |
| 36 | The Sam Livingston Story       | 15 juni 1960      |
| 37 | The Shad Bennington Story      | 22 juni 1960      |

## Seizoen 4
| Nr. | Titel aflevering                | Uitzenddatum VS   |
| --- | ------------------------------- | ----------------- |
| 1   | Wagons Ho!                      | 28 september 1960 |
| 2   | The Horace Best Story           | 5 oktober 1960    |
| 3   | The Albert Farnsworth Story     | 12 oktober 1960   |
| 4   | The Allison Justis Story        | 19 oktober 1960   |
| 5   | The Jose Morales Story          | 26 oktober 1960   |
| 6   | Princess of a Lost Tribe        | 2 november 1960   |
| 7   | The Cathy Eckhardt Story        | 9 november 1960   |
| 8   | The Bleymier Story              | 16 november 1960  |
| 9   | The Colter Craven Story         | 23 november 1960  |
| 10  | The Jane Hawkins Story          | 30 november 1960  |
| 11  | The Candy O'Hara Story          | 7 december 1960   |
| 12  | The River Crossing              | 14 december 1960  |
| 13  | The Roger Bigelow Story         | 21 december 1960  |
| 14  | The Jeremy Dow Story            | 28 december 1960  |
| 15  | The Earl Packer Story           | 4 januari 1961    |
| 16  | The Patience Miller Story       | 11 januari 1961   |
| 17  | The Sam Elder Story             | 18 januari 1961   |
| 18  | Weight of Command               | 25 januari 1961   |
| 19  | The Prairie Story               | 1 februari 1961   |
| 20  | Path of the Serpent             | 8 februari 1961   |
| 21  | The Odyssey of Flint McCullough | 15 februari 1961  |
| 22  | The Beth Pearson Story          | 22 februari 1961  |
| 23  | The Jed Polke Story             | 1 maart 1961      |
| 24  | The Nancy Palmer Story          | 7 maart 1961      |
| 25  | The Christopher Hale Story      | 15 maart 1961     |
| 26  | The Tiburcio Mendez Story       | 22 maart 1961     |
| 27  | The Nellie Jefferson Story      | 5 april 1961      |
| 28  | The Saul Bevins Story           | 12 april 1961     |
| 29  | The Joe Muharich Story          | 19 april 1961     |
| 30  | The Duke Shannon Story          | 26 april 1961     |
| 31  | The Will Santee Story           | 3 mei 1961        |
| 32  | The Jim Bridger Story           | 10 mei 1961       |
| 33  | The Eleanor Culhane Story       | 17 mei 1961       |
| 34  | The Chalice                     | 24 mei 1961       |
| 35  | The Janet Hale Story            | 31 mei 1961       |
| 36  | Wagon to Fort Anderson          | 7 juni 1961       |
| 37  | The Ah Chong Story              | 14 juni 1961      |
| 38  | The Don Alvarado Story          | 21 juni 1961      |

## Seizoen 5
| Nr. | Titel aflevering               | Uitzenddatum VS  |
| --- | ------------------------------ | ---------------- |
| 1   | The Captain Dan Brady Story    | 7 september 1961 |
| 2   | The Kitty Allbright Story      | 4 oktober 1961   |
| 3   | The Maud Frazer Story          | 11 oktober 1961  |
| 4   | The Selena Hartnell Story      | 18 oktober 1961  |
| 5   | The Clementine Jones Story     | 25 oktober 1961  |
| 6   | The Jenna Douglas Story        | 1 november 1961  |
| 7   | The Artie Matthewson Story     | 8 november 1961  |
| 8   | The Mark Miner Story           | 15 november 1961 |
| 9   | The Bruce Saybrook Story       | 22 november 1961 |
| 10  | The Lizabeth Ann Calhoun Story | 6 december 1961  |
| 11  | The Traitor                    | 13 december 1961 |
| 12  | The Bettina May Story          | 20 december 1961 |
| 13  | Clyde                          | 27 december 1961 |
| 14  | The Martin Onyx Story          | 3 januari 1962   |
| 15  | The Dick Pederson Story        | 10 januari 1962  |
| 16  | The Hobie Redman Story         | 17 januari 1962  |
| 17  | The Malachi Hobart Story       | 24 januari 1962  |
| 18  | The Dr. Denker Story           | 31 januari 1962  |
| 19  | The Lonnie Fallon Story        | 7 februari 1962  |
| 20  | The Jeff Hartfield Story       | 14 februari 1962 |
| 21  | The Daniel Clay Story          | 21 februari 1962 |
| 22  | The Lieutenant Burton Story    | 28 februari 1962 |
| 23  | The Charley Shutup Story       | 7 maart 1962     |
| 24  | The Amos Billings Story        | 14 maart 1962    |
| 25  | The Baylor Crowfoot Story      | 21 maart 1962    |
| 26  | The George B. Hanrahan Story   | 28 maart 1962    |
| 27  | Swamp Devil                    | 4 april 1962     |
| 28  | The Cole Crawford Story        | 11 april 1962    |
| 29  | The Levi Hale Story            | 18 april 1962    |
| 30  | The Terry Morrell Story        | 25 april 1962    |
| 31  | The Jud Steele Story           | 2 mei 1962       |
| 32  | The Mary Beckett Story         | 9 mei 1962       |
| 33  | The Nancy Davis Story          | 16 mei 1962      |
| 34  | The Frank Carter Story         | 23 mei 1962      |
| 35  | The John Turnbull Story        | 30 mei 1962      |
| 36  | The Hiram Winthrop Story       | 6 juni 1962      |
| 37  | The Heather Mahoney Story      | 13 juni 1962     |

## Seizoen 6
| Nr. | Titel aflevering                  | Uitzenddatum VS   |
| --- | --------------------------------- | ----------------- |
| 1   | The Wagon Train Mutiny            | 19 september 1962 |
| 2   | The Caroline Casteel Story        | 26 september 1962 |
| 3   | The Madame Sagittarius Story      | 3 oktober 1962    |
| 4   | The Martin Gatsby Story           | 10 oktober 1962   |
| 5   | The John Augustus Story           | 17 oktober 1962   |
| 6   | The Mavis Grant Story             | 24 oktober 1962   |
| 7   | The Lisa Raincloud Story          | 31 oktober 1962   |
| 8   | The Shiloh Degnan Story           | 7 november 1962   |
| 9   | The Levy-McGowan Story            | 14 november 1962  |
| 10  | The John Bernard Story            | 21 november 1962  |
| 11  | The Kurt Davos Story              | 28 november 1962  |
| 12  | The Eve Newhope Story             | 5 december 1962   |
| 13  | The Orly French Story             | 12 december 1962  |
| 14  | The Donna Fuller Story            | 19 december 1962  |
| 15  | The Sam Darland Story             | 26 december 1962  |
| 16  | The Abel Weatherly Story          | 2 januari 1963    |
| 17  | The Davey Baxter Story            | 9 januari 1963    |
| 18  | The Johnny Masters Story          | 16 januari 1963   |
| 19  | The Naomi Kaylor Story            | 30 januari 1963   |
| 20  | The Hollister John Garrison Story | 6 februari 1963   |
| 21  | The Lily Legend Story             | 13 februari 1963  |
| 22  | Charlie Wooster--Outlaw           | 20 februari 1963  |
| 23  | The Sara Proctor Story            | 27 februari 1963  |
| 24  | The Emmett Lawton Story           | 6 maart 1963      |
| 25  | The Annie Duggan Story            | 13 maart 1963     |
| 26  | The Michael McGoo Story           | 20 maart 1963     |
| 27  | The Adam MacKenzie Story          | 27 maart 1963     |
| 28  | The Tom Tuesday Story             | 3 april 1963      |
| 29  | Heather and Hamish                | 10 april 1963     |
| 30  | The Blane Wessels Story           | 17 april 1963     |
| 31  | The Tom O'Neal Story              | 24 april 1963     |
| 32  | The Clarence Mullins Story        | 1 mei 1963        |
| 33  | The David Garner Story            | 8 mei 1963        |
| 34  | Alias Bill Hawks                  | 15 mei 1963       |
| 35  | The Antone Rose Story             | 22 mei 1963       |
| 36  | The Jim Whitlow Story             | 29 mei 1963       |
| 37  | The Barnaby West Story            | 5 juni 1963       |

## Seizoen 7
| Nr. | Titel aflevering                 | Uitzenddatum VS   |
| --- | -------------------------------- | ----------------- |
| 1   | The Molly Kincaid Story          | 16 september 1963 |
| 2   | The Fort Pierce Story            | 23 september 1963 |
| 3   | The Gus Morgan Story             | 30 september 1963 |
| 4   | The Widow O'Rourke Story         | 7 oktober 1963    |
| 5   | The Robert Harrison Clarke Story | 14 oktober 1963   |
| 6   | The Myra Marshall Story          | 21 oktober 1963   |
| 7   | The Sam Spicer Story             | 28 oktober 1963   |
| 8   | The Sam Pulaski Story            | 4 november 1963   |
| 9   | The Eli Bancroft Story           | 11 november 1963  |
| 10  | The Kitty Pryer Story            | 18 november 1963  |
| 11  | The Sandra Cummings Story        | 2 december 1963   |
| 12  | The Bleeker Story                | 9 december 1963   |
| 13  | The Story of Cain                | 16 december 1963  |
| 14  | The Cassie Vance Story           | 23 december 1963  |
| 15  | The Fenton Canaby Story          | 30 december 1963  |
| 16  | The Michael Malone Story         | 6 januari 1964    |
| 17  | The Jed Whitmore Story           | 13 januari 1964   |
| 18  | The Geneva Balfour Story         | 20 januari 1964   |
| 19  | The Kate Crawley Story           | 27 januari 1964   |
| 20  | The Grover Allen Story           | 3 februari 1964   |
| 21  | The Andrew Elliott Story         | 10 februari 1964  |
| 22  | The Melanie Craig Story          | 17 februari 1964  |
| 23  | The Pearlie Garnet Story         | 24 februari 1964  |
| 24  | The Trace McCloud Story          | 2 maart 1964      |
| 25  | The Duncan McIvor Story          | 9 maart 1964      |
| 26  | The Ben Engel Story              | 16 maart 1964     |
| 27  | The Whipping                     | 23 maart 1964     |
| 28  | The Santiago Quesada Story       | 30 maart 1964     |
| 29  | The Stark Bluff Story            | 6 april 1964      |
| 30  | The Link Cheney Story            | 13 april 1964     |
| 31  | The Zebedee Titus Story          | 20 april 1964     |
| 32  | The Last Circle Up               | 27 april 1964     |

## Seizoen 8
| Nr. | Titel aflevering                  | Uitzenddatum VS   |
| --- | --------------------------------- | ----------------- |
| 1   | The Bob Stuart Story              | 20 september 1964 |
| 2   | The Hide Hunters                  | 27 september 1964 |
| 3   | The John Gillman Story            | 4 oktober 1964    |
| 4   | The Race Town Story               | 11 oktober 1964   |
| 5   | The Barbara Lindquist Story       | 18 oktober 1964   |
| 6   | The Brian Conlin Story            | 25 oktober 1964   |
| 7   | The Alice Whitetree Story         | 1 november 1964   |
| 8   | Those Who Stay Behind             | 8 november 1964   |
| 9   | The Nancy Styles Story            | 22 november 1964  |
| 10  | The Richard Bloodgood Story       | 29 november 1964  |
| 11  | The Clay Shelby Story             | 6 december 1964   |
| 12  | Little Girl Lost                  | 13 december 1964  |
| 13  | The Story of Hector Heatherington | 20 december 1964  |
| 14  | The Echo Pass Story               | 3 januari 1965    |
| 15  | The Chottsie Gubenheimer Story    | 10 januari 1965   |
| 16  | The Wanda Snow Story              | 17 januari 1965   |
| 17  | The Isaiah Quickfox Story         | 31 januari 1965   |
| 18  | Herman                            | 14 februari 1965  |
| 19  | The Bonnie Brooke Story           | 21 februari 1965  |
| 20  | The Miss Mary Lee McIntosh Story  | 28 februari 1965  |
| 21  | The Captain Sam Story             | 21 maart 1965     |
| 22  | The Betsy Blee Smith Story        | 28 maart 1965     |
| 23  | The Katy Piper Story              | 11 april 1965     |
| 24  | The Indian Girl Story             | 18 april 1965     |
| 25  | The Silver Lady                   | 25 april 1965     |
| 26  | The Jarbo Pierce Story            | 2 mei 1965        |